# Slow Dancing in the Big City
Pour plus de détails, voir Fiche technique et Distribution.
Slow Dancing in the Big City est un film américain réalisé par John G. Avildsen, sorti en 1978.

## Synopsis
Lou Friedlander est un chroniqueur populaire pour le New York Daily News. Il écrit des articles sur les « petits habitants » de la ville de New York. Il se lie d'amitié avec un garçon traînant dans les rues, Marty. Il va ensuite tomber amoureux de sa voisine, Sarah Gantz. Cette jeune danseuse de ballet vient tout juste d'apprendre qu'elle est atteinte d'une maladie qui l'obligera à arrêter la danse.

## Fiche technique
- Titre original : Slow Dancing in the Big City
- Réalisation : John G. Avildsen
- Scénario : Barra Grant
- Direction artistique : Henry Shrady[1]
- Décors : Charles Truhan
- Costumes : Ruth Morley
- Photographie : Ralf D. Bode
- Montage : John G. Avildsen
- Musique : Bill Conti
- Production : John G. Avildsen, Michael Levee
  - Production associée : George Manasse
- Société de production : CIP
- Société de distribution : United Artists (États-Unis)
- Pays d'origine : États-Unis
- Langue originale : anglais
- Format : couleur (Technicolor) – 35 mm – 1,85:1 – Dolby
- Genre : drame, musical, romance, danse
- Durée : 110 minutes
- Dates de sortie : 
  -  États-Unis : 8 novembre 1978 (New York)

## Distribution
- Paul Sorvino : Lou Friedlander
- Anne Ditchburn : Sarah Gantz
- Nicolas Coster : David Fillmore
- Anita Dangler : Franny
- Thaao Penghlis : Christopher
- Linda Selman : Barbara Bass
- Héctor Mercado : Roger Lucas
- Dick Carballo : George Washington Monero
- Jack Ramage : Dr Foster
- Adam Gifford : Marty Olivera
- Brenda K. Starr : Punk
- Daniel Faraldo (it) : T.C. Olivera
- Michael Gorrin : Lester Edelman
- Tara Mitton : Diana
- Matt Russo : Jeck Guffy
- Bill Conti : le pianiste
- Richard Jamieson : Joe Christy
- Lloyd Kaufman : Usher

## Distinction
Aux Golden Globes 1979, Anne Ditchburn est nommée au Golden Globe de la révélation féminine de l'année.